# Zach Mecelis
Zach (Žilvinas) Mecelis (Palanga, 4 febbraio 1980) è un imprenditore e filantropo lituano.

## Biografia
Mecelis è nato a Palanga, in Lituania, ed ha iniziato i suoi studi universitari presso la Vytautas Magnus University (VMU) di Kaunas. Successivamente si è trasferito negli USA e nel 1999, ha studiato in Università Metodista della Carolina del Nord ed infine alla Pace University di New York City.

## La carriera
Mecelis ha iniziato la sua carriera in finanza a New York presso Zimmer Lucas Partners, un importante gestore di Wall Street specializzato nel settore energetico. In Zimmer Lucas Partners, Mecelis ha iniziato da funzioni di supporto e arrivando ai vertici del fondo.  In soli quattro anni, Mecelis è stato promosso direttore della ricerca, guidando un team di otto analisti focalizzato su ricerca e strategie di investimento nel settore energetico statunitense. Successivamente, è entrato in GLG Partners LP a Londra, dove è stato il responsabile della strategia global utility, focalizzata in particolare sull’Europa. Nel 2006 e nel 2007 è stato votato dagli executive delle aziende europee del settore energetico come miglior analista finanziario nei sondaggi promossi ogni anno da Thomson Reuters Extel. Nel 2009, Mecelis ha spostato il suo team in Noble Group, una società Fortune 500, dove ha interamente costituito Arc Asset Management.
Nel 2012, Mecelis ha fondato la sua società di gestione, Covalis Capital. Insieme ai suoi co-managing partners, Žilvinas Mecelis guida la strategia globale, gestendo diversi miliardi di euro e una squadra di oltre 50 persone in tutto il mondo, compresi gli uffici di Londra e New York. 
Sotto la sua gestione e dal 2012, Covalis Capital ha lanciato nuovi fondi di investimento. Nel 2020, Mecelis ha annunciato la raccolta di un nuovo fondo da 500 milioni di euro per puntare sul paradigma finanziario del mondo post-pandemico. Nel 2021, Mecelis ha lanciato un fondo focalizzato sulle opportunità che gli investimenti ESG possono generare, dopo che il precedente fondo aveva ottenuto un rendimento del 32% anno su anno.
Mecelis è inoltre il fondatore di Nature Infrastructure Capital (Nic), un fondo di private equity specializzato nella transizione energetica e nelle c.d. special situations. NiC ha guidato l’origination e l’execution, insieme a J.P. Morgan Asset Management, Swiss Life e ADIC l’acquisizione di NorteGas per un valore complessivo di circa 2,5 miliardi di euro, la seconda rete di distribuzione più grande della Spagna. Più recentemente, NIC ha acquisito una quota rilevante e sta continuando a sviluppare di Max Solar GMBH, uno dei principali operatori EPC attivi nell’industria dei pannelli solari in Germania.

## Filantropia
Mecelis è noto anche per la sua intensa attività filantropica, e in particolare per i suoi contributi a sostegno della lotta contro il virus COVID-19. Ad esempio, in Lituania, ha donato 250.000,00 euro a varie istituzioni ed iniziative mediche volte a combattere la diffusione della pandemia. Dal 2018 è uno dei principali sponsor del MO Museum di Vilnius. A partire dal 2023, Mecelis anche è uno dei principali finanziatori della Lithuanian House of Basketball, un centro culturale e sportivo in Lituania.